# Capra Sable Saanen
La Sable Saanen è una vera e propria razza di capra; con questo nome vengono infatti designate tutte le gradazioni di colore diverse dal bianco che possono presentarsi nella capra Saanen.
Questa capra, infatti, presenta geni recessivi che, accoppiando due animali che ne sono portatori, possono dare vita a cuccioli di qualsiasi colore, dal beige al nero; tali esemplari colorati vengono considerati come razza a parte (la Sable Saanen, per l'appunto) da alcune associazioni, mentre per altri club sono da considerare semplicemente come esemplari imperfetti di capra Saanen.
Ultimamente, questa razza ha conosciuto un vistoso aumento di popolarità, grazie al fatto che gli esemplari colorati sono meno predisposti di quelli bianchi alle scottature ed al cancro alla pelle, il che li rende adatti anche all'allevamento in climi subtropicali e tropicali.